# Валезе (Верона)
Валезе је насеље у Италији у округу Верона, региону Венето.
Према процени из 2011. у насељу је живело 3091 становника. Насеље се налази на надморској висини од 31 м.